# Въоръжени сили на Молдова
Въоръжените сили на Република Молдова (на молдовски (румънски): Forțele armate ale Republicii Moldova) са съставени от Националната армия (Armata Națională) и от Войските на карабинерите (Trupele de carabinieri). Националната армия осъществява отбраната на териториалната цялост и суверенитета на страната. Съставена е от два вида въоръжени сили (сухопътни войски (Forțele Terestre) и военновъздушни сили (Forțele Aeriene)). Цивилен контрол върху Националната армия се осъществява от Министерството на отбраната (Ministerul Apărării), а оперативно управление на силите се осъществява от Генералния щаб на Националната армия (Marelui Stat Major al Armatei Naționale). С военен статус са и две специални организации, подчинени на вътрешното министерство (Ministerul Afacerilor Interne) – Войските на карабинерите (Trupele de carabinieri) осигуряващи вътрешния ред и поддържащи готовност за неговото гарантиране при извънредни обстоятелства и Граничната полиция (Poliția de Frontieră) осигуряваща охраната на границите.

## Военна история
През периодите на Първата и Втората българска държава земите на Молдова са под властта на българските владетели. С нахлуването на османските турци на Балканския полуостров и покоряването на държавите, разположени на него, молдовските боляри са изправени на свой ред сами да се справят с турското напредване. Това става в условията на засилен политически натиск от Унгарското кралство, което на моменти подпомага отбраната им, но чиято основна цел е да разпростре политическата си власт над Молдова. В крайна сметка кръвопролитните войни с променлив успех между османците и молдованите карат двете враждуващи страни да постигнат компромисното решение Княжество Молдова да признае васална зависимост от Османския султан, като си запазва местната автономия.
Унгарското кралство само понася особено тежък удар от османските турци, когато в Битката при Мохач от 1526 г. унгарската армия понася особено тежко поражение (в боя падат множество унгарски магнати и самият крал Лайош II Люксембургски). Над 90% от унгарските земи са превзети от турците и държавата почти изчезва от политическата карта на Европа. Османският натиск на север към Молдова отстъпва място на натиска на северозапад в посока Виена и едва Битката при Виена от 1683 г. обръща тенденцията и поставя началото на постепенното изтласкване на Османската империя от континента. Към този момент Русия вече се е стабилизирала, излязла е от Смутно време, царската власт е твърдо в ръцете на династията Романови, политическата им сила се увеличава, преодолявайки Жечпосполита, остатъчните татарски ханства, подчинявайки казаците и експанзията ѝ достига до молдовските земи, които на свой ред иска да включи в своята територия. Във войните с Османската империя Русия откъсва сериозни части от васалната ѝ Молдова, които заселва с християнски преселници от други региони, включително и с български изселници в Бесарабия. В резултат от руската победа в шестата Руско-турска война (1787 – 1792) Русия получава Приднестровието и започва да строи военни укрепления и да заселва свои поданици и чужди преселници. Така този регион поема по свой собствен път и впоследствие тези руски действия ще станат причина за конфликти.
Князете на Влашкото и Молдовското княжества се избират от османския султан, който обикновено назначава представители на гръцките фанариоти, които гледат на тези постове като на доходоносна инвестиция. Това предизвиква гнева на населението на тези княжества, тъй като фанариотите активно се противопоставят на движението за политическо и културно възраждане и обединение на румънските земи. В средата на XIX век има размирен период, в който румънците се вдигат на въстания за обединяването и независимостта на земите си. Тъй като това става част от Източния въпрос (относно земите на Османската империя) европейските Велики сили решават да удовлетворят частично исканията на населенията на двете княжества и дават съгласието си за обединението им под властта на княз Александру Йоан Куза, който обаче запазва васалната си зависимост от Високата порта. Така през 1861 г. Молдова влиза в състава на Обединеното княжество Влашко и Молдова (през 1881 г. след териториално разширение, прекратяване на васалната зависимост от Османската империя, въздигане на княза в кралско достойнство и признаване от страна на Великите сили на всички тези промени, Обединеното княжество става Кралство Румъния.)
Кралство Румъния участва във Втората балканска война от 1913 г., Първата световна война, като непосредствено след края ѝ е принудена да отразява болшевишки нахлувания по североизточните си граници и да води война с нововъзникналата от разпада на Дунавската монархия Унгарска държава. След спечелването ѝ и утвърждаването на статуквото със серия от договори Румъния (с молдовските земи в състава си) достига най-голямото си териториално разширение в периода, станал известен като „Велика Румъния“ (Romanea Mare). Въпреки това Румъния се стреми да си възвърне от Русия (конкретно възникналия на нейна територия Съветски съюз) земите, анексирани от царската власт и компенсирани със Северна Добруджа в резултат на Руско-турската война от 1877 – 1878 г. Освен това дошлата на власт в Букурещ фашистка Желязна гвардия е особено негативно настроена към комунистите и тласка страната към по-тясно обвързване с фашистка Италия, а по-късно и с Третия райх.
Стремежът за териториално разширение за сметка на предадените под германски натиск земи в Трансилвания на Унгария и Южна Добруджа на България стават причина за включването на Румъния във Втората световна война и за сериозното териториално разширение за сметка на съветски земи. Но това е само краткосрочно и слабостта на румънската армия допринася значително за разгрома на германската 6-а армия на фелдмаршал Паулус и нейните съюзни румънски, италиански, унгарски и словашки армии в Битката при Сталинград от 1942 г., чийто изход всъщност обръща хода на войната в Европа. На 23 август 1944 г. крал Михай I организира преврат за свалянето на фашисткото правителство на Йон Антонеску и включването на Кралство Румъния във войната на страната на Съюзниците. Заради съюза си с Берлин след войната Румъния губи Молдова и Северна Буковина, анексирани от Съветския съюз, но заради участието си на страната на Съюзниците в заключителния период на войната си връща земите в Трансилвания, отстъпени на Унгария. Молдовските земи са включени в състава на Съюза на съветските социалистически републики като Молдавска съветска социалистическа република (в чийто състав е включено и Приднестровието), а Буковина е включена в състава на Украинската съветска социалистическа република.
Засилва се заселването на етнически руснаци в Молдова, които са фаворитизирани от властите, а молдованите са подложени на културна асимилация (така например латинскат азбука е забранена). На по-късен етап Румъния поема по своя самостоятелен път в рамките на социалистическия блок и така молдованите със своята румънска култура и съветска принадлежност се оказват по средата на остра идеологическа конфронтация между Москва и Букурещ. В края на 80-те и началото на 90-те години Върховният съвет на Молдавската ССР обявява отделянето си от Съветския съюз и Приднестровието с център Тираспол се отделя на свой ред от Молдова (етническите молдовани съставляват по-малко от 40% от населението му към онзи момент). Приднестровието не признава отделянето на Молдова от СССР, а Молдова на свой ред не признава сецесията на Приднестровието от състава ѝ и така се стига до кратка война между Молдова (подпомагана от румънски доброволци и неофициално от Румъния) и Приднестровската молдавска република (подпомагана от руски и украински доброволци и неофициално от руската 14-а Армия) от 2 май до 21 юли 1992 г. Между тях е сключен мир, гарантиран и от Руската федерация, но се запазва напрежението.
Мирът между тях се запазва преди всичко заради ограничените им военни възможности. И Молдова и непризнатата официално Приднестровска молдавска република са едни от най-бедните страни в Европа, бойният им арсенал е ограничен и морално остарял. На територията на ПМР има ограничен руски военен контингент от около 1500 души. Молдова е сравнително редовен участник в задгранични мироопазващи операции и макар официално да е декларирала своя неутралитет, тя си поставя като външнополитически приоритет членството в Организацията на Североатлантическия договор (НАТО), както и в Европейския съюз (ЕС).

## Военна организация
МИНИСТЕРСТВО НА ОТБРАНАТА (Ministerul Apărării) (Кишинев)
- Генерален щаб на Националната армия (Marelui Stat Major al Armatei Naționale) (Кишинев)
  - Дирекция „Персонал“ (J1 Direcţia Personal)
  - Дирекция „Операции“ (J3 Direcţia operaţii)
  - Дирекция „Логистика“ (J4 Direcţie logistică)
  - Дирекция „Стратегическо планиране“ (J5 Direcţia Planificare Strategică)
  - Дирекция „Комуникационни и информационни системи“ (J6 Direcţia comunicaţii şi sisteme informaţionale)
  - Дирекция „Обучение, подготовка и доктрина“ (J7 Direcţia instruire întrunită şi doctrine)
  - Секция за планиране, финанси и мониторинг (Secție planificare, gestionare, şi monitorizare)
  - Пенсионна дирекция (Direcţia pensii)
  - Юридическа секция (Secţia juridică)
  - Медицинска секция (Secţia medicală)
  - Командване на сухопътните войски (Comandamentului Forţe Terestre) (Кишинев)[2]
    - Гвардейски батальон (Batalionul de gardă) (Кишинев)
    - Отделен батальон със специално назначение „Фулджер“ (Batalionul Destinaţie Specială Independent „Fulger“) (Кишинев)
    - 1-ва Бригада „Молдова“ (Brigada „Moldova“) (Бълци)
    - 2-ра Бригада „Стефан Велики“ (Brigada „Ştefan cel Mare“) (Кишинев)
    - 3-та Бригада „Дакия“ (Brigada „Dacia“) (Кахул)
    - Батальон 22 за поддържане на мира (Batalionul 22 de menţinere a păcii) (Кишинев)
    - Артилерийски дивизион „Прут“ (Divizionul artilerie „Prut“) (Унгени)
    - Отделен инженерен батальон „Кодру“ (Batalionul de Geniu Independent „Codru“) (Негрещ)
    - Отделен свързочен полк „Бесарабия“ (Regimentul de Transmisiuni Independent „Basarabia“) (Дурлещ край Кишинев)
    - Отделна рота за ЯХБЗ (Compania Protecţie Chimică Independentă) (Негрещ)
    - Военен топографски център (Centrul topografic militar) (Кишинев)

  - Военновъздушни сили (Forțele Aeriene) (Кишинев)
    - Военновъздушна база „Децебал“ (Baza de Aviaţie „Decebal“) (Маркулещ)
    - Зенитно-ракетен полк „Димитрие Кантемир“ (Regimentul de Rachete Antiaeriene „Dimitrie Cantemir“) (Дурлещ край Кишинев)